# Zoë (voornaam)
Zoë is een meisjesnaam die als "zo-ee" of "zo-ie" wordt uitgesproken. De naam komt uit het Grieks en betekent "leven".  De naam werd in het Grieks wel gebruikt als een vertaling van Eva.
Enkele varianten van de naam zijn: Zoe, Zoé, Zoë, Zoey, Zoie, Zoja, Zowie, Zooey.

## Bekende naamdraagsters
- Zoë (heilige), martelares uit de 1ste eeuw na Christus (feestdag 2 mei)
- Zoë Baker (1976), Nieuw-Zeelandse zwemster
- Zoë Bell (1978), Nieuw-Zeelandse actrice en stuntvrouw
- Zoë de Gamond (1806-1854), Belgische letterkundige en feministe
- Zoé Genot (1974), Belgische volksvertegenwoordigster
- Zoë Heller (1965), Engelse journaliste en schrijfster
- Zoë Karbonopsina (stierf ca. 920), Byzantijnse keizerin
- Zoë Kravitz (1988), Amerikaanse actrice
- Zoe Naylor (1979), Australische actrice
- Zoë Palaiologina (ca. 1455 – 1503), grootvorstin van Moskovië en echtgenote van tsaar Ivan III van Moskovië
- Zoë Porphyrogenita of Zoë van Byzantium (ca. 978 – 1050), Byzantijnse keizerin
- Zoë Saldana (1978), Amerikaanse actrice
- Zoe Tapper (1981), Engelse actrice
- Zoë Vialet (1983), Nederlands fotomodel en ondernemer
- Zoë Wanamaker (1949), Amerikaanse actrice
- Zoë Zaoutzaina (-mei 899), 2de echtgenote van Leo VI van Byzantium
- Zooey Deschanel (1980), Amerikaanse actrice

## Fictieve naamdraagsters
- Zoë (Muppet), personage uit Sesamstraat
- Zoe Drake, een van de hoofdpersonen uit Dinosaur King
- Zoe Orimoto, personage uit Digimon Frontier
- Zoë Zonderland, een van de hoofdpersonen uit W817, vertolkt door Britt Van Der Borght
- Zoe, the Aspect of Twilight, held uit het League of Legends universum

## Trivia
- Zoellus is een jongensnaam en betekent "zoon van Zoë"